# Българско сдружение на родовете от Македония
Българско сдружение на родовете от Македония (БСРМ) е неправителствена непартийна организация на наследници на видни семейства и личности от Македония.

## Учредяване и цели
Сдружението си поставя за цел да развива и популяризира културно-историческото наследство на родовете от Македония, да съдейства за сближаване на гражданите от България, Гърция и Северна Македония с едни и същи родови корени, да подпомага за превъзмогване на различията, свързани с тълкуването на културно-историческото наследство и минало.
БСРМ е учредено на 22 март 2012 г. в читалище „Славянска Беседа“ в София.. То е основано от Райна Дрангова, Елисавета Шапкарева, Олга Пърличева, Михаил Развигоров, Христо Григоров, Мила Мишайкова-Ризова, Петър Мутафчиев, Иван Попйорданов, Кирил Пендев, Марио Примджанов, Александър Гребенаров, Наум Кайчев, Антоанета Запрянова и Борислав Ризов. За председател е избран Марио Примджанов, а за заместник-председател – Елисавета Шапкарева.
Сдружението започва дейността си през 2012 г. с няколко инициативи, включително публикуване на фототипно издание на биографията на Гоце Делчев от Пейо Яворов, и поставяне на паметни плочи за Македоно-одринското опълчение - на гара Пловдив и на Пере Тошев - в Асеновград.

## Малка македонска библиотека
Българското сдружение на родовете от Македония е издател на следните книги от поредицата Малка македонска библиотека:
- 1. „Възкресението на българското опълчение. Душата на Македония и Одринско“ от Красимир Узунов и проф. Генчо Начев
- 2. „Полковник Борис Дрангов“ от Тодор Петров
- 3. „Братя Миладинови“ от Наум Кайчев
- 4. „Българският цар Самуил“ от Георги Николов
- 5. „Развигорови - обречените на свободата“ от Михаил Развигоров
- 6. „Климент Охридски и началото на българската литература“ от Вася Велинова